# Vild med dans (sæson 6)
Den sjette sæson af Vild med dans blev sendt den fra 18. september 2009 og til den 20. november 2009, hvor finalen fandt sted. Claus Elming og Andrea Elisabeth Rudolph var for tredje gang værter. Dommerpanelet bestod af de samme fire som i den foregående sæson; Britt Bendixen, Jens Werner, Anne Laxholm og Allan Tornsberg.

## Par
| Kendt               | Profession                          | Danser               | Status     |
| ------------------- | ----------------------------------- | -------------------- | ---------- |
| Sven-Ole Thorsen    | Karatemester                        | Mie Moltke           | Ude        |
| Basim               | Sanger                              | Claudia Rex          | Ude        |
| Line Baun Danielsen | Journalist                          | Morten Kjeldgaard    | Ude        |
| Noam Halby          | Sanger                              | Katrine Bonde        | Ude        |
| René Dif            | Sanger                              | Luise Crone Dons     | Ude        |
| Lotte Friis         | Svømmer                             | Mads Vad             | Ude        |
| Lisa Lents          | Teakwondomester & Miss Danmark 2008 | Michael Olesen       | Ude        |
| Pernille Højmark    | Skuespiller                         | Thomas Evers Poulsen | Ude        |
| Malena Belafonte    | Fotomodel                           | Silas Holst          | Andenplads |
| Casper Elgaard      | Racerkører                          | Vickie Jo Ringgaard  | Vindere    |

## Resultater
| Par                | Plads | 1  | 2  | 1+2 | 3  | 4  | 5        | 6  | 7        | 8        | 9        | 10           |
| ------------------ | ----- | -- | -- | --- | -- | -- | -------- | -- | -------- | -------- | -------- | ------------ |
| Casper & Vickie Jo | 1     | 17 | 23 | 40  | 30 | 24 | 27+27=54 | 34 | 36+35=71 | 32+32=64 | 37+35=72 | 40+40+40=120 |
| Malena & Silas     | 2     | 17 | 23 | 40  | 21 | 30 | 32+31=63 | 32 | 36+35=71 | 35+32=67 | 36+40=76 | 40+40+40=120 |
| Pernille & Thomas  | 3     | 17 | 17 | 34  | 21 | 32 | 26+27=53 | 33 | 32+35=67 | 35+32=67 | 37+35=72 |              |
| Lisa & Michael     | 4     | 22 | 31 | 53  | 31 | 27 | 33+32=65 | 32 | 36+35=71 | 35+32=67 |          |              |
| Lotte & Mads       | 5     | 17 | 16 | 33  | 16 | 21 | 27+25=52 | 29 | 33+35=68 |          |          |              |
| René & Luise       | 6     | 18 | 21 | 39  | 23 | 28 | 28+24=52 | 25 |          |          |          |              |
| Noam & Katrine     | 7     | 15 | 27 | 42  | 23 | 30 | 24+22=46 |    |          |          |          |              |
| Line & Morten      | 8     | 15 | 24 | 39  | 23 | 25 |          |    |          |          |          |              |
| Basim & Claudia    | 9     | 9  | 22 | 31  | 17 |    |          |    |          |          |          |              |
| Sven-Ole & Mie     | 10    | 16 | 15 | 31  |    |    |          |    |          |          |          |              |

     indikerer parret, der fik førstepladsen
     indikerer parret, der fik andenpladsen
     indikerer parret, der var i bunden men gik videre
     indikerer parret, der blev stemt ud
Grønne tal indikerer de højeste point for hver uge
Røde tal indikerer de laveste point for hver uge

### Gennemsnit
| Plads ift. gennemsnit | Plads | Par                | Total | Antal danse | Gennemsnit |
| --------------------- | ----- | ------------------ | ----- | ----------- | ---------- |
| 1                     | 2     | Malena & Silas     | 520   | 16          | 32.5       |
| 2                     | 1     | Casper & Vickie Jo | 509   | 16          | 31.8       |
| 3                     | 4     | Lisa & Michael     | 346   | 11          | 31.5       |
| 4                     | 3     | Pernille & Thomas  | 379   | 13          | 29.2       |
| 5                     | 5     | Lotte & Mads       | 219   | 9           | 24.3       |
| 6                     | 6     | René & Luise       | 167   | 7           | 23.8       |
| 7                     | 7     | Noam & Katrine     | 141   | 6           | 23.5       |
| 8                     | 8     | Line & Morten      | 87    | 4           | 21.7       |
| 9                     | 9     | Basim & Claudia    | 48    | 3           | 16.0       |
| 10                    | 10    | Sven-Ole & Mie     | 31    | 2           | 15.5       |

## Danse og sange

### Uge 1: Premiere
| Nummer | Rækkefølge                   | Dans        | Musik                                                | Tornsberg | Laxholm | Werner | Bendixen | Point |
| ------ | ---------------------------- | ----------- | ---------------------------------------------------- | --------- | ------- | ------ | -------- | ----- |
| —      | De ti professionelle dansere | Fællesdans  | Single Ladies — Beyoncé                              | —         | —       | —      | —        | —     |
| 1      | René & Luise                 | Cha-cha-cha | Like It Like That — Pete Rodriguez                   | 5         | 5       | 4      | 4        | 18    |
| 2      | Lisa & Michael               | Vals        | Body and Soul — Anita Baker                          | 6         | 6       | 5      | 5        | 22    |
| 3      | Pernille & Thomas            | Cha-cha-cha | Taxa — Sanne Salomonsen                              | 4         | 5       | 4      | 4        | 17    |
| 4      | Casper & Vickie Jo           | Vals        | Misery — Pink & Steven Tyler                         | 4         | 5       | 4      | 4        | 17    |
| 5      | Malena & Silas               | Cha-cha-cha | Disco Inferno — Tina Turner                          | 4         | 4       | 4      | 5        | 17    |
| 6      | Line & Morten                | Vals        | Weakness — Stevie Wonder & Dionne Warwick            | 4         | 3       | 4      | 4        | 15    |
| 7      | Noam & Katrine               | Cha-cha-cha | Finally — CeCe Peniston                              | 4         | 4       | 3      | 4        | 15    |
| 8      | Sven-Ole & Mie               | Vals        | Masser af succes' — Gasolin'                         | 4         | 4       | 4      | 4        | 16    |
| 9      | Lotte & Mads                 | Cha-cha-cha | Can Your Feel It — The Jacksons & The Essential Jack | 5         | 4       | 4      | 4        | 17    |
| 10     | Basim & Claudia              | Vals        | Spoiled — Joss Stone                                 | 2         | 2       | 2      | 3        | 9     |

### Uge 2
| Nummer | Rækkefølge         | Dans      | Musik                                             | Tornsberg | Laxholm | Werner | Bendixen | Point | Resultat |
| ------ | ------------------ | --------- | ------------------------------------------------- | --------- | ------- | ------ | -------- | ----- | -------- |
| 1      | Pernille & Thomas  | Quickstep | Everybody Needs Somebody to Love — Blues Brothers | 4         | 4       | 4      | 5        | 17    | Videre   |
| 2      | Sven-Ole & Mie     | Rumba     | The Look of Love — Dusty Springfield              | 4         | 3       | 4      | 4        | 15    | Ude      |
| 3      | Lotte & Mads       | Quickstep | Kender du det — Søren Kragh-Jacobsen              | 4         | 4       | 4      | 4        | 16    | Videre   |
| 4      | Line & Morten      | Rumba     | Kun dig — Burhan G                                | 6         | 6       | 6      | 6        | 24    | Videre   |
| 5      | Noam & Katrine     | Quickstep | Let's Go Crazy — Prince & The Revolution          | 6         | 7       | 8      | 6        | 27    | Videre   |
| 6      | Basim & Claudia    | Rumba     | Cry — Michael Jackson                             | 6         | 6       | 5      | 5        | 22    | Videre   |
| 7      | Malena & Silas     | Quickstep | Mig og Molly — Kim Larsen                         | 5         | 6       | 7      | 5        | 23    | Omdans   |
| 8      | Casper & Vickie Jo | Rumba     | Stepping Stone — Duffy                            | 6         | 6       | 5      | 6        | 23    | Videre   |
| 9      | René & Luise       | Quickstep | Chihuahua — DJ Bobo                               | 7         | 4       | 5      | 5        | 21    | Videre   |
| 10     | Lisa & Michael     | Rumba     | Ain't No Sunshine — Bill Withers                  | 8         | 8       | 8      | 7        | 31    | Videre   |

### Uge 3
| Nummer | Rækkefølge         | Dans    | Musik                                   | Tornsberg | Laxholm | Werner | Bendixen | Point | Resultat |
| ------ | ------------------ | ------- | --------------------------------------- | --------- | ------- | ------ | -------- | ----- | -------- |
| 1      | Lotte & Mads       | Jive    | Pon de Replay — Rihanna                 | 4         | 4       | 4      | 4        | 16    | Videre   |
| 2      | Basim & Claudia    | Slowfox | Easy — Commodores                       | 4         | 4       | 4      | 5        | 17    | Ude      |
| 3      | Noam & Katrine     | Jive    | Little Bitty Pretty One — Frankie Lymon | 5         | 6       | 6      | 6        | 23    | Videre   |
| 4      | Line & Morten      | Slowfox | Nøglen til paradis — Søs Fenger         | 6         | 5       | 6      | 6        | 23    | Videre   |
| 5      | Malena & Silas     | Jive    | In the Mood — Andrew Sisters            | 5         | 5       | 6      | 5        | 21    | Videre   |
| 6      | Lisa & Michael     | Slowfox | This Will Be — Natalie Cole             | 8         | 7       | 8      | 8        | 31    | Videre   |
| 7      | René & Luise       | Jive    | Oh, Julie — Shakin' Stevens             | 5         | 5       | 7      | 6        | 23    | Omdans   |
| 8      | Casper & Vickie Jo | Slowfox | Mama Do — Pixie Lott                    | 8         | 8       | 7      | 7        | 30    | Videre   |
| 9      | Pernille & Thomas  | Jive    | Det var Inga og Katinka — Gasolin'      | 4         | 4       | 7      | 6        | 21    | Videre   |

### Uge 4
| Nummer | Rækkefølge         | Dans             | Musik                                         | Tornsberg | Laxholm | Werner | Bendixen | Point | Resultat |
| ------ | ------------------ | ---------------- | --------------------------------------------- | --------- | ------- | ------ | -------- | ----- | -------- |
| 1      | Malena & Silas     | Argentinsk tango | Felicia — Los Solistas de Buenos Ayres        | 7         | 7       | 8      | 8        | 30    | Videre   |
| 2      | Lisa & Michael     | Salsa            | Everything I Can't Have — Robin Thicke        | 6         | 7       | 7      | 7        | 27    | Videre   |
| 3      | René & Luise       | Argentinsk tango | Papas Calientes — Florindo Sassone            | 7         | 8       | 6      | 7        | 28    | Omdans   |
| 4      | Casper & Vickie Jo | Salsa            | La Bomba — Ricky Martin                       | 6         | 6       | 6      | 6        | 24    | Videre   |
| 5      | Pernille & Thomas  | Argentinsk tango | Amigo Cavano — Argentina Tango Orchestra      | 7         | 8       | 9      | 8        | 32    | Videre   |
| 6      | Lotte & Mads       | Argentinsk tango | James Bond Theme — The Ian Riche Orchestra    | 5         | 5       | 5      | 6        | 21    | Videre   |
| 7      | Line & Morten      | Salsa            | Me Odio — Gloria Estefan                      | 6         | 6       | 6      | 7        | 25    | Ude      |
| 8      | Noam & Katrine     | Argentinsk tango | Jóse encore Aimer — Argentina Tango Orchestra | 7         | 7       | 8      | 8        | 30    | Videre   |

### Uge 5
| Nummer | Rækkefølge        | Dans       | Musik                                            | Tornsberg | Laxholm | Werner | Bendixen | Point | Resultat |
| ------ | ----------------- | ---------- | ------------------------------------------------ | --------- | ------- | ------ | -------- | ----- | -------- |
| 1      | Casper & Mie      | Samba      | Shake Your Bon Bon — Ricky Martin                | 6         | 7       | 7      | 7        | 27    | Videre   |
| 2      | Pernille & Thomas | Samba      | True to Your Heart — Stevie Wonder               | 6         | 7       | 6      | 7        | 26    | Videre   |
| 3      | Malena & Silas    | Samba      | Dagen efter dagen derpå — Thomas Helmig          | 8         | 8       | 8      | 8        | 32    | Omdans   |
| 4      | Noam & Katrine    | Samba      | Love Is Wicked — Brick and Lace                  | 6         | 6       | 6      | 6        | 24    | Ude      |
| 5      | Lisa & Michael    | Samba      | All Around the World — Lisa Stansfield           | 8         | 9       | 8      | 8        | 33    | Videre   |
| 6      | René & Luise      | Samba      | Matador — Califorian Group                       | 7         | 7       | 7      | 7        | 28    | Videre   |
| 7      | Lotte & Mads      | Samba      | Don't Stop Till You Get Enough — Michael Jackson | 6         | 7       | 7      | 7        | 27    | Videre   |
| —      | Malena & Silas    | Wienervals | Libiamo — La Traviata                            | 8         | 7       | 8      | 8        | 31    | —        |
| —      | Noam & Katrine    | Wienervals | Libiamo — La Traviata                            | 6         | 5       | 5      | 6        | 22    | —        |
| —      | Lotte & Mads      | Wienervals | Libiamo — La Traviata                            | 6         | 6       | 6      | 7        | 25    | —        |
| —      | Casper & Mie      | Wienervals | Libiamo — La Traviata                            | 7         | 6       | 6      | 8        | 27    | —        |
| —      | Lisa & Michael    | Wienervals | Libiamo — La Traviata                            | 8         | 8       | 8      | 8        | 32    | —        |
| —      | René & Luise      | Wienervals | Libiamo — La Traviata                            | 5         | 7       | 6      | 6        | 24    | —        |
| —      | Pernille & Thomas | Wienervals | Libiamo — La Traviata                            | 6         | 7       | 7      | 7        | 27    | —        |

- I den femte uge dansede Casper Elgaard med Mie Moltke, da Vickie Jo Ringgaard havde pådraget sig en skade under dansetræningen. Dansede parrene én individuel dans og én fælles wienervals.

### Uge 6
| Nummer | Rækkefølge         | Dans        | Musik                                            | Tornsberg | Laxholm | Werner | Bendixen | Point | Resultat |
| ------ | ------------------ | ----------- | ------------------------------------------------ | --------- | ------- | ------ | -------- | ----- | -------- |
| 1      | Lisa & Michael     | Cha-cha-cha | Just Dance — Lady Gaga                           | 9         | 8       | 8      | 7        | 32    | Omdans   |
| 2      | René & Luise       | Rumba       | Apologize — Timbaland                            | 7         | 6       | 6      | 6        | 25    | Ude      |
| 3      | Malena & Silas     | Salsa       | I Know You Want Me — Pitbull                     | 8         | 8       | 8      | 8        | 32    | Videre   |
| 4      | Lotte & Mads       | Rumba       | You Give Me Something — James Morrison           | 6         | 7       | 8      | 8        | 29    | Videre   |
| 5      | Casper & Vickie Jo | Jive        | Crying Blood — VV Brown                          | 9         | 8       | 9      | 8        | 34    | Videre   |
| 6      | Pernille & Thomas  | Rumba       | Engel — Rasmus Seebach                           | 7         | 8       | 9      | 9        | 33    | Videre   |
| —      | De alle seks par   | Fællesdans  | These Boots Are Made for Walking — Nancy Sinatra | —         | —       | —      | —        | —     | —        |

- I den sjette uge dansede parrene én individuel dans og én fællesdans: 60'er dans.

### Uge 7
| Nummer | Rækkefølge                                    | Dans        | Musik                                       | Tornsberg | Laxholm | Werner | Bendixen | Point | Resultat |
| ------ | --------------------------------------------- | ----------- | ------------------------------------------- | --------- | ------- | ------ | -------- | ----- | -------- |
| 1      | Pernille & Thomas                             | Slowfox     |                                             | 8         | 8       | 8      | 8        | 32    | Omdans   |
| 2      | Lisa & Michael                                | Jive        |                                             | 9         | 9       | 9      | 9        | 36    | Videre   |
| 3      | Malena & Silas                                | Vals        | ‘’Overgir Mig Langsomt’’ - Sanne Salomonsen | 9         | 9       | 9      | 9        | 36    | Videre   |
| 4      | Casper & Vickie Jo                            | Cha-cha-cha |                                             | 9         | 9       | 9      | 9        | 36    | Videre   |
| 5      | Lotte & Mads                                  | Vals        | Run to You — Whitney Houston                | 8         | 8       | 9      | 8        | 33    | Ude      |
| —      | Casper & Vickie Jo Lisa & Michael             | Pasodoble   |                                             | 9         | 8       | 9      | 9        | 35    | —        |
| —      | Lotte & Mads Malena & Silas Pernille & Thomas | Pasodoble   |                                             | 9         | 8       | 10     | 8        | 35    | —        |

- I den syvende uge skulle parrene danse én individuel dans. De delte sig derefter i to hold med to og tre par i hver, der hver især skulle danse én pasodoble.

### Uge 8: Kvartfinale
| Nummer | Rækkefølge         | Dans      | Musik                                   | Tornsberg | Laxholm | Werner | Bendixen | Point | Resultat |
| ------ | ------------------ | --------- | --------------------------------------- | --------- | ------- | ------ | -------- | ----- | -------- |
| 1      | Casper & Vickie Jo | Quickstep | Hot hot — Louise Mieritz                | 8         | 8       | 8      | 8        | 32    | Videre   |
| 2      | Malena & Silas     | Tango     | Viva la Vida — Coldplay                 | 9         | 9       | 9      | 8        | 35    | Omdans   |
| 3      | Lisa & Michael     | Quickstep | When Did Your Heart Go Missing — Rooney | 9         | 9       | 8      | 9        | 35    | Ude      |
| 4      | Pernille & Thomas  | Vals      | Nu er det nat fra Lady og Vagabonden    | 8         | 9       | 9      | 9        | 35    | Videre   |
| —      | Malena & Silas     | Jive      | Beware of the Dog — Jamelia             | 8         | 8       | 8      | 8        | 32    | —        |
| —      | Casper & Vickie Jo | Jive      | Beware of the Dog — Jamelia             | 8         | 8       | 8      | 8        | 32    | —        |
| —      | Pernille & Thomas  | Samba     | Hips Don't Lie — Shakira                | 7         | 8       | 9      | 8        | 32    | —        |
| —      | Lisa & Michael     | Samba     | Hips Don't Lie — Shakira                | 8         | 8       | 8      | 8        | 32    | —        |

- I den ottende uge skulle parrene danse én individuel dans. De delte sig derefter i to hold med to par i hver, der hver især skulle danse én jive og samba.

### Uge 9: Semifinale
| Nummer | Rækkefølge         | Dans             | Musik                               | Tornsberg | Laxholm | Werner | Bendixen | Point | Resultat |
| ------ | ------------------ | ---------------- | ----------------------------------- | --------- | ------- | ------ | -------- | ----- | -------- |
| 1      | Malena & Silas     | Slowfox          | Nothing Compares — Sinead O'Connor  | 9         | 9       | 9      | 9        | 36    | Videre   |
| 1      | Malena & Silas     | Rumba            | Chasing Pavements — Adele           | 10        | 10      | 10     | 10       | 40    | Videre   |
| 2      | Pernille & Thomas  | Tango            | Calambra — Astor Piazzolla          | 9         | 9       | 10     | 9        | 37    | Ude      |
| 2      | Pernille & Thomas  | Salsa            | For Once in My Life — Stevie Wonder | 8         | 9       | 9      | 9        | 35    | Ude      |
| 3      | Casper & Vickie Jo | Argentinsk tango | Vuelvo al Sur — Sexteto Arrabal     | 10        | 9       | 9      | 9        | 37    | Videre   |
| 3      | Casper & Vickie Jo | Pasodoble        | Malaguena — Edmundo Ros             | 9         | 9       | 9      | 8        | 35    | Videre   |

- I den niende uge dansede parrene hver især deres manglende latin- og standarddans.

### Uge 10: Finale
| Nummer | Rækkefølge           | Dans             | Musik                                               | Tornsberg | Laxholm | Werner | Bendixen | Point | Resultat   |
| ------ | -------------------- | ---------------- | --------------------------------------------------- | --------- | ------- | ------ | -------- | ----- | ---------- |
| 1      | Casper & Vickie Jo   | Slowfox          | Mama Do — Pixie Lott                                | 10        | 10      | 10     | 10       | 40    | Vindere    |
| 2      | Malena & Silas       | Argentinsk tango | Felicia — Los Solistas de Buenos Ayres              | 10        | 10      | 10     | 10       | 40    | Andenplads |
| 1      | Casper & Vickie Jo   | Cha-cha-cha      | The Spell — Alpha Beat                              | 10        | 10      | 10     | 10       | 40    | —          |
| 2      | Malena & Silas       | Cha-cha-cha      | The Spell — Alpha Beat                              | 10        | 10      | 10     | 10       | 40    | —          |
| 1      | Casper & Vickie Jo   | Freestyle        | Matador-tema/Let Me Entertain You — Robbie Williams | 10        | 10      | 10     | 10       | 40    | Vindere    |
| 2      | Malena & Silas       | Freestyle        | Mein Herr — Maria Friedman                          | 10        | 10      | 10     | 10       | 40    | Andenplads |
| —      | De otte udstemte par | Fællesdans       | Free Your Mind — En Vogue                           | —         | —       | —      | —        | —     | —          |

- I den tiende uge dansede parrene den standarddans, som de havde klaret sig dårligst i, en cha-cha-cha med og mod hinanden og en freestyle frit sat sammen af parrene selv.